# Павон (храм)
Павон (Чанди Павон) — буддийский храм в Центральной Яве, Индонезия. Расположен между двумя другими буддийскими храмами, Боробудур (1,75 км на северо-восток) и Мендут (1,15 км к юго-западу). Все три храма построены во время династии Сайлендра (VIII—IX вв.). Судя по деталям и стилю резьбы, Павон немного старше Боробудура.
Храмы расположены по прямой линии, что свидетельствует о символическом значении, которое они имеют.

Расположение триады буддийских храмов: Боробудур-Павон-Мендут на одной прямой

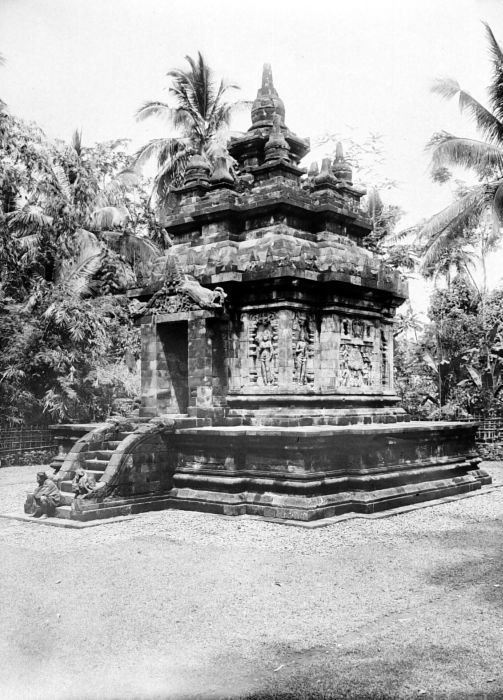
Храм Павон, 1900 год

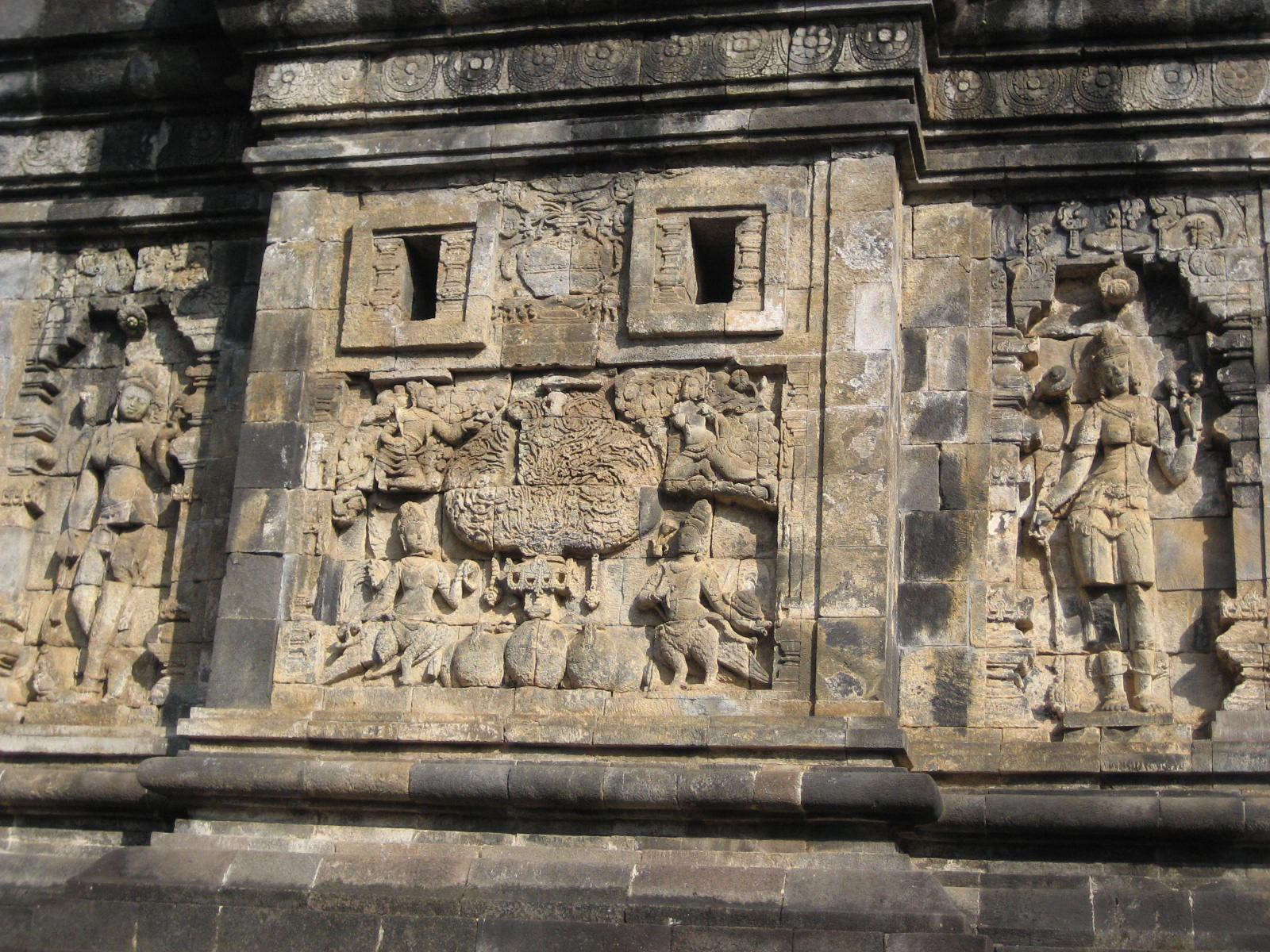
Рельеф из дерева Калпатару на наружной стене

 «Между Мендутом и Боробудуром стоит храм Павон, жемчужина яванской храмовой архитектуры. Скорее всего, этот храм служил для очищения ума до восхождения на Боробудур». 
Первоначальное название этого буддийского храма неизвестно. Pawon буквально означает «кухня» на яванском языке, и происходит от коренного слова awu (пыль). Связь со словом «пыль» (Per-awu-an — «место, которое содержит пыль») также предполагает, что этот храм был построен как гробница, где хранится пепел кремированного правителя. Однако кто именно здесь похоронен, все ещё неизвестно. Местные жители называют этот храм «Bajranalan» на основе названия деревни Баджраналан, которое происходит от санскритского слова Ваджра (гром, а также буддийский церемониальный инструмент) и Анала (огонь, пламя).
В настоящее время во время полнолуния в мае или июне буддисты Индонезии проводят ежегодный ритуал Весак, который включает шествие из Мендута через Павон и заканчивая в Боробудуре.

## Архитектура
Храм слегка обращен к северо-западу и стоит на квадратном основании. Каждая сторона лестницы и верхняя часть ворот украшены резной Кала-Макара, обычно встречающейся в классических яванских храмах. Наружная стена храма покрыта рельефами Бодхисаттв и Тара. Есть также рельефы кальпатару (древа жизни), расположенные между Киннара-Киннари. Квадратная камера с квадратным бассейном в центре пуста. Прямоугольные маленькие окна были сделаны, вероятно, для вентиляции.
Секция крыши увенчана пятью маленькими ступами и четырьмя ратнами. Из-за его относительной простоты, симметрии и гармонии историки назвали этот небольшой храм «жемчужиной яванской храмовой архитектуры», в отличие от высоких стройных храмов в восточном яванском стиле, которые были построены в более поздние периоды Сингхасари и Маджапахит.